# Каракудук (Карагандинская область)
Каракуду́к (каз. Қарақұдық) — село в Бухар-Жырауском районе Карагандинской области Казахстана, административный центр и единственный населённый пункт Каракудукского сельского округа. 

## География
Населённый пункт расположен на юге Бухар-Жырауского района, в 46 километрах (по автодороге) к югу районного центра посёлка Ботакара, в 62 километрах к востоку от областного центра города Караганда. Соседние сёла: Тогызкудук в 10 километрах к северу, Курылыс в 15 километрах к юго-западу. Транспортное сообщение осуществляется автомобильной дорогой областного значения КМ-14 «Караганда—Тогызкудук—Ботакара км 0-54». Высота центра села — 565 метров над уровнем моря.  

## Население
| Численность населения | Численность населения | Численность населения | Численность населения |
| 1989                  | 1999                  | 2009                  | 2021                  |
| --------------------- | --------------------- | --------------------- | --------------------- |
| 1088                  | ↘1080                 | ↘861                  | ↘666                  |